# Masashi Tashiro
Masashi "Marcy" Tashiro  (田代まさし?), in origine 田代政 con il nome in kanji) (Saga, 31 agosto 1956) è un cantante e comico giapponese.
Oltre a essere stato la voce (tenore) del gruppo J-pop Rats & Star, è apparso in veste di comico in molte trasmissioni televisive e ha diretto un film dopo lo scioglimento della sua band. I frequentatori del popolare forum giapponese 2channel lo chiamano spesso Tashirock (タシロック) e "Re della risata" (笑いの神, Warai no Kami).

## Biografia

### Musica e successo
Nato nella prefettura di Saga e cresciuto a Ota, Tokyo. Dopo essersi diplomato, Tashiro ha fatto il suo debutto come membro del gruppo doo-wop Chanels, formato fra gli altri da Masayuki Suzuki e Nobuyoshi Kuwano, nel 1980. Nel 1983 il gruppo ha cambiato nome in Rats & Star perché Chanels era troppo simile a quello della casa di moda francese Chanel.
La popolarità di Tashiro divenne tale da permettergli di incidere un LP da solista, Nījima no Densetsu (新島の伝説, lett: La leggenda dell'isola di Niijima), uscito il 27 agosto 1986.

### Dal palco alla TV
Dopo lo scioglimento della band Rats & Star, avvenuto nel 1986, il suo talento per la comicità fu scoperto da Ken Shimura, membro del gruppo di comici giapponesi The Drifters, e diventò un owarai (il termine usato in Giappone per descrivere i comici televisivi). È qui che si guadagnò i soprannomi di "Dajare no Teiō" (ダジャレの帝王, lett: Re dei giochi di parole) e "Kodōgu no Tensai" (小道具の天才, lett: Genio degli attrezzi di scena). È apparso anche in molti spot pubblicitari.
Il 10 luglio 1988 ha aperto un'agenzia di giovani talenti (i cosiddetti tarento) in via Takeshita a Shibuya, Tokyo, chiamato Marcy's (マーシーズ), dal suo soprannome.

### I primi problemi con la legge
Il 24 settembre del 2000 viene denunciato per aver filmato con una videocamera le mutande di una donna, da sotto la minigonna, nella stazione Toritsu Daigaku della linea ferroviaria Tōkyū Tōyoko a Meguro, Tokyo, per cui venne condannato a una multa di 50.000 yen (circa 350 euro). In una conferenza stampa tenuta il 4 ottobre, quando gli viene chiesto il motivo di un simile gesto, risponde dicendo che si trattava di materiale per un film comico che stava girando, "ミニにタコができる" (Mini ni Tako ga Dekiru, lett: Una piovra spunta dalla minigonna). La frase "Mini ni Tako", spesso chiamata "Tashiro Festival" (田代祭 Tashiro Matsuri) diventerà un tormentone sulle televisioni giapponesi.

### Lo scandalo, l'arresto, la droga
Dopo essere stato costretto a stare lontano dal mondo dell'intrattenimento dalla sua agenzia MTM Production per oltre 9 mesi, nel giugno del 2001 torna alla ribalta con una conferenza stampa in cui chiede al pubblico di "dargli un'altra possibilità" (もう1度だけ田代まさしを、よろしくお願い致します).
Il 9 dicembre, tuttavia, viene arrestato dalla polizia di Dennen Chōfu per aver spiato i clienti di un bagno pubblico vicino a casa sua, a Kita senzoku. Secondo la polizia, si sarebbe allontanato di circa 300 metri dopo essere stato scoperto dall'uomo che stava spiando, il quale, vestito solo con un asciugamano, lo avrebbe poi rincorso e catturato. Secondo un testimone, Tashiro, che indossava un copricapo simile a un passamontagna, avrebbe detto ad alta voce "Perdonami" (許してくれ) e "Si tratta di un malinteso" (勘違いだ). Una videocamera, inoltre, sarebbe stata trovata nelle vicinanze della scena del crimine. La corte decide per il rilascio con la condizionale.
Solo tre giorni dopo, il 12 dicembre, viene di nuovo arrestato, questa volta per possesso di stimolanti vietati dalla legge. Gli agenti di polizia, andati a casa sua alla ricerca di materiale sul caso del bagno pubblico, trovano infatti un sacchetto contenente circa un grammo di stimolanti. La sua agenzia, la MTM Production, lo licenzia il giorno stesso per i troppi scandali in cui è coinvolto. Il processo, apertosi il 18 febbraio 2002 nella Corte Distrettuale di Tokyo, si è concluso con la condanna di Tashiro a due anni di reclusione, commutati in tre anni di libertà condizionata.
Nel luglio del 2002 pubblica un libro, "自爆 -The Judgement Day-" (lett: Auto-distruzione: Il giorno del giudizio) in cui parla degli scandali e di come hanno influito sulla sua vita familiare, sostenendo che la pressione imposta dal mondo dello spettacolo abbia contribuito alla sua dipendenza da droga.

### Il ritorno come regista
Alla fine del 2002 torna sotto la luce dei riflettori come regista di V-Cinema, con una serie di spettacoli pubblicati sul mercato home video.

### La ricaduta
Il 17 giugno 2004 è di nuovo nei guai con la legge per aver causato un incidente stradale sulla strada per Oume, nel Suginami. Secondo i telegiornali, avrebbe fatto un'inversione a U non rispettando il codice della strada, scontrandosi con un motociclista.
La notte del 20 settembre 2004 viene di nuovo arrestato per possesso illegale di stimolanti, con l'aggravante del possesso di un coltello a serramanico di 8 centimetri, vietato dalla legge che controlla il porto d'armi e spade in Giappone. Essendo ancora in libertà condizionata, viene questa volta condannato a tre anni e sei mesi di reclusione, condanna che lo allontana, per il momento in via definitiva, dal mondo dello spettacolo.

### Le reazioni di amici e colleghi
In seguito all'arresto avvenuto nel 2004, Masayuki Suzuki, ex membro dei Rats & Star, chiede pubblicamente scusa per i crimini commessi da Tashiro in suo nome.
I suoi colleghi di lavoro del mondo dello spettacolo, tuttavia, sono meno clementi. Ken Shimura sostiene che "[Tashiro] dovrebbe sparire dal mondo dello spettacolo perché quello che ha fatto è semplicemente patetico" (あいつは最低なことをしたのだから芸能界から消えてもらいたい), mentre per Kenichi Mikawa "[Tashiro] è un emerito imbecille! Lo prenderei a schiaffi!" (大馬鹿者！ひっぱたいてやりたい！).
Takeshi Kitano, che più volte era apparso insieme a Tashiro in vari spettacoli comici, commenta duramente: "Non voglio più avere niente a che fare con quel tipo" (あんな野郎に関わりたくは無い).

## Altri sospetti di registrazioni illegali
Tashiro è stato per un periodo il presentatore del programma sportivo SRS sulla rete televisiva giapponese Fuji Terebi, con al suo fianco l'attrice Norika Fujiwara. Si è venuto a sapere in seguito che lo staff del programma lo avrebbe ripreso più volte per essersi intrufolato nel bagno delle donne, forse portando una videocamera con sé, e non essere più uscito per ore.
Inoltre, è stato rivelato che la Fujiwara e altre star femminili del programma si sarebbero cambiate d'abito in bagno mentre Tashiro le spiava. Lo staff del programma pensa che Tashiro abbia perfino installato una telecamera all'interno del bagno. Questa notizia è stata ripresa anche da alcuni siti cinesi.

## ConcorsoPersona dell'anno2001
Nel 2001 Tashiro è stato provvisoriamente in testa alla classifica del concorso Persona dell'anno indetto dalla rivista statunitense Time, probabilmente grazie alla sua popolarità all'interno del forum 2channel. I programmatori del forum, infatti, avevano permesso ai propri utenti di votare automaticamente Tashiro tramite l'ausilio di vari script, con nomi quali Cannone Tashiro (田代砲 Tashiro-hō), Cannone Tashiro a megaparticelle (メガ粒子田代砲 Mega-ryūshi Tashiro-hō), Cannone Tashiro con 25 colpi a ripetizione (25連打田代砲 Nijyū-go renda Tashiro-hō) e Super cannone Tashiro (超田代砲 Chō Tashiro-hō). Quest'ultimo è stato talmente "potente" da sovraccaricare il server del Time con una sorta di attacco DoS. La versione successiva, chiamata Cannone satellite Tashiro, è stata modificata per evitare che ciò succedesse di nuovo. Dopo aver superato come numero di voti Osama Bin Laden e George W. Bush, raggiungendo il primo posto il 21 dicembre, è stato rimosso dalla lista dei candidati al titolo dallo staff della rivista.